# Sofia Polgár
Sofia Polgár (født 2. november 1974 i Budapest) er en ungarsk – israelsk skakmester og kunstner. Hun har vundet titlerne International master og woman grandmaster både hendes yngre søster og hendes ældre søster er professionelle skakspillere.
Polgár er uddannet som grafisk designer og beskæftiger sig derudover som underviser i skak. Hun har haft et længere ophold i Canada, mens hendes mand studerede i Canada.

## Baggrund
De tre søstre Susan,Sofia og Judit Polgár modtog hjemmeundervisning i barndommen med særligt fokus på egenskaber, der var relevante for skakspillet. forældrene Lazlo og Klara Polgár stod for undervisningen og lærte blandt andet døtrene at tale esperanto.

Sofia Polgár gjorde sig for første gang særligt bemærket i skakverdenen ved en turnering i 1989 i Rom. Som kun 14-årig slog hun adskillige erfarne tidligere skakmestre og vandt turneringen.